# Wielki Gatsby (film 2013)
Wielki Gatsby (ang. The Great Gatsby) – australijsko-amerykański melodramat z 2013 roku w reżyserii Baza Luhrmanna. Wyprodukowany przez Warner Bros. Film powstał na podstawie powieści Francisa Scotta Fitzgeralda z 1925 roku pod tym samym tytułem. Światowa premiera filmu miała miejsce 10 maja 2013 roku, natomiast w Polsce premiera odbyła się 17 maja 2013 roku.

## Fabuła
Stany Zjednoczone, rok 1922. Nick Carraway (Tobey Maguire) wynajmuje dom na Long Island niedaleko Nowego Jorku, gdzie chce zrobić karierę finansisty. W pobliżu mieszka jego kuzynka Daisy Buchanan (Carey Mulligan) z mężem Tomem (Joel Edgerton), kolegą Nicka z czasów studenckich. Któregoś dnia Nick dostaje zaproszenie od sąsiada, milionera Jaya Gatsby'ego (Leonardo DiCaprio), który wyprawia jedno ze słynnych, wystawnych przyjęć. Gospodarz prosi Carrawaya, by ten zaaranżował jego randkę z Daisy, którą od 5 lat skrycie kocha. Po jednej z nocy, którą Daisy, Tom, Jordan, Nick i Gatsby spędzili w mieście, podczas powrotu do domu Daisy i Gatsby potrącają samochodem kochankę Toma i uciekają z miejsca wypadku. Ten wypadek zmienia dostatnie życie mieszkańców Long Island.

## Obsada
- Leonardo DiCaprio – Jay Gatsby
  - Callan McAuliffe – młody Jay Gatsby
- Tobey Maguire – Nick Carraway
- Carey Mulligan – Daisy Buchanan
- Joel Edgerton – Tom Buchanan
- Elizabeth Debicki – Jordan Baker
- Isla Fisher – Myrtle Wilson
- Jason Clarke – George B. Wilson
- Amitabh Bachchan – Meyer Wolfsheim
- Jack Thompson – doktor Walter Perkins
- Jake Ryan – policjant na motocyklu